# Walawa (przystanek kolejowy)
Walawa – przystanek osobowy w Walawie, w Polsce, w województwie podkarpackim, w powiecie przemyskim, w gminie Orły. Przystanek został otwarty w 1930 roku

## Ruch pasażerski
| Rok  | Wymiana pasażerska na dobę |
| ---- | -------------------------- |
| 2017 | 20-49                      |
| 2022 | 50-99                      |